# Ligne A du métro de New York
Pour les articles homonymes, voir Ligne A et A-Train.
 (janvier 2022).
Si vous disposez d'ouvrages ou d'articles de référence ou si vous connaissez des sites web de qualité traitant du thème abordé ici, merci de compléter l'article en donnant les références utiles à sa vérifiabilité et en les liant à la section « Notes et références ».
La A Eighth Avenue Express  (aussi appelée A Train) est une ligne (au sens de desserte ou service en anglais) du métro de New York. Sa couleur est le bleu étant donné qu'elle circule sur l'IND Eighth Avenue Line sur la majorité de son tracé à Manhattan. Elle est issue du réseau de l'ancien Independent Subway System (IND) et rattachée à la Division B. 
Elle constitue en outre la desserte la plus longue du réseau avec une distance de 50 km (31 miles) et un total de 65 stations entre Inwood à l'extrême nord de Manhattan et Far Rockaway – Mott Avenue dans le Queens. Les métros A circulent 24 heures sur 24. Le trajet « classique » de la ligne relie Inwood – 207th Street (Manhattan) à Mott Avenue (Queens) ou Ozone Park – Lefferts Boulevard dans le quartier de Richmond Hill (Queens) en empruntant successivement l'IND Eighth Avenue Line sous la Huitième Avenue, l'IND Fulton Street Line à Brooklyn puis l'IND Rockaway Line dans le Queens.
Cinq dessertes express circulent entre Rockaway Park – Beach 116th Street dans le Queens et Manhattan pendant les heures de pointe matinales (06h30-08h00), puis entre Manhattan et Rockaway Park pendant les heures de pointe de fin de journée (17h15-18h45). Le Rockaway Park Shuttle circule quant à lui 24/7 entre les stations Rockaway Park et Broad Channel. La nuit (entre 22h30 et 05h30 en semaine, et jusqu'à 06h00 le samedi et 07h00 le dimanche), les métros A assurent une desserte omnibus sur l'ensemble de la ligne (stations en gris dans le tableau ci-dessous).

## Histoire

Ancien icône de la ligne A de 1967 jusqu'en 1979.

Ancien icône de la ligne AA de 1967 jusqu'en 1979.

L'A et l'AA ont été les premiers services de la ligne IND de la huitième avenue lors de son ouverture le 10 septembre 1932. L’Independent Subway System (IND) utilisait des lettres simples pour désigner les services express et des lettres doubles pour les services locaux. L'A était express entre 207th Street et Chambers Street / World Trade Center, et l'AA était local entre 168th Street et Chambers St / World Trade Center, connu à l'époque sous le nom de Hudson Terminal. L'AA utilisait la couleur rose rose sur les plans. Pendant les heures nocturnes (de 1 h 45 à 5 h 45) et le dimanche, le A ne fonctionnait plus et l'AA s’arrêtait à tous les arrêts le long de la ligne. La ligne A fut ensuite étendue jusqu’à Jay Street – Borough Hall le 1er février 1933, lorsque le tunnel de Cranberry Street à Brooklyn a été inauguré et à Bergen Street lorsque l'extension s'est ouverte le 20 mars. Le 1er juillet, la A a devint express en tout temps, s'arrêtant à 155th Street et 163 rd Street pendant la nuit.La A a été prolongé à Church Avenue le 7 octobre de la même année.
Le 9 avril 1936, la ligne IND Fulton Street a été ouverte sur l'avenue Rockaway. L'extension de 1936 a joué un rôle essentiel dans l'établissement de Bedford-Stuyvesant en tant que communauté afro-américaine de Brooklyn. Le train A reliait Harlem, la communauté afro-américaine centrale de Manhattan, aux quartiers de Bedford-Stuyvesant qui offraient des opportunités résidentielles aux Afro-Américains introuvables dans le reste de la ville de New York.
Le 30 décembre 1946 et le 28 novembre 1948, la ligne a été prolongée jusqu'à Broadway – East New York (maintenant Broadway Junction) et Euclid Avenue, respectivement. Le 24 octobre 1949, le service express de Brooklyn à Broadway – East New York fut mis en place avec la A express aux heures de pointe, la E étant prolongée pour fournir un service local.
Le 16 septembre 1956, la ligne A est étendue aux Rockaway, remplaçant le E. À l'époque, des trains alternatifs continuaient de circuler jusqu'au boulevard Lefferts. Le 27 janvier 1957, le service sans heure de pointe aux Rockaways est interrompu et remplacé par une navette reliant Euclid Avenue à Wavecrest (aujourd'hui Beach 25th Street).
La ligne AA est supprimée en même temps que toutes les doubles lettres en 1985. Cette déserte est devenue la ligne K, mais elle a été éliminée le 11 décembre 1988.

## Tracé et stations

### Stations
| Légende | Légende                                                   |
| ------- | --------------------------------------------------------- |
|         | Sert toujours cette station                               |
|         | Sert toujours cette station, sauf la nuit                 |
|         | Service limité                                            |
|         | Sert cette station durant la nuit                         |
|         | Sert toujours cette station, sauf aux heures de pointe    |
|         | Sert cette station durant les heures de points            |
|         | Sert cette station durant la semaine                      |
|         | Sert cette station durant la nuit et les fins de semaines |
|         | Sert cette station durant les fins de semaines            |

|                                    | Station                                 | Horaires                                                                        | Correspondances                                                          |
| Manhattan                          | Manhattan                               | Manhattan                                                                       | Manhattan                                                                |
| ---------------------------------- | --------------------------------------- | ------------------------------------------------------------------------------- | ------------------------------------------------------------------------ |
|                                    | Inwood – 207th Street                   | Tout le temps                                                                   |                                                                          |
|                                    | Dyckman Street                          | Tout le temps                                                                   |                                                                          |
|                                    | 190th Street                            | Tout le temps                                                                   |                                                                          |
|                                    | 181st Street                            | Tout le temps                                                                   |                                                                          |
|                                    | 175th Street                            | Tout le temps                                                                   | George Washington Bridge Bus Terminal                                    |
|                                    | 168th Street                            | Tout le temps                                                                   | (C)                                                                      |
|                                    | 163 rd Street-Amsterdam Avenue          | Nuit seulement                                                                  | (C)                                                                      |
|                                    | 155th Street                            | Nuit seulement                                                                  | (C)                                                                      |
|                                    | 145th Street                            | Tout le temps                                                                   | (B) · (C) · (D)                                                          |
|                                    | 135th Street                            | Nuit seulement                                                                  | (B) · (C)                                                                |
|                                    | 125th Street                            | Tout le temps                                                                   | (B) · (C) · (D)                                                          |
|                                    | 116th Street                            | Nuit seulement                                                                  | (B) · (C)                                                                |
|                                    | 110th Street-Cathedral Parkway          | Nuit seulement                                                                  | (B) · (C)                                                                |
|                                    | 103 rd Street                           | Nuit seulement                                                                  | (B) · (C)                                                                |
|                                    | 96th Street                             | Nuit seulement                                                                  | (B) · (C)                                                                |
|                                    | 86th Street                             | Nuit seulement                                                                  | (B) · (C)                                                                |
|                                    | 81st Street-Museum of Natural History   | Nuit seulement                                                                  | (B) · (C)                                                                |
|                                    | 72nd Street                             | Nuit seulement                                                                  | (B) · (C)                                                                |
|                                    | 59th Street-Columbus Circle             | Tout le temps                                                                   | (B) · (C) · (D) · (1) · (2)                                              |
|                                    | 50th Street                             | Nuit seulement                                                                  | (C) · (E)                                                                |
|                                    | 42nd Street-Port Authority Bus Terminal | Tout le temps                                                                   | (C) · (E) · (1) · (2) · (3) · (7) · (<7>) · (N) · (Q) · (R) · (W) · (S1) |
|                                    | 34th Street-Penn Station                | Tout le temps                                                                   | Amtrak LIRR NJT                                                          |
|                                    | 23 rd Street                            | Nuit seulement                                                                  | (C) · (E)                                                                |
|                                    | 14th Street                             | Tout le temps                                                                   | (C) · (E) · (L)                                                          |
|                                    | West Fourth Street-Washington Square    | Tout le temps                                                                   | (C) · (E) · (B) · (D) · (F) · (M)                                        |
|                                    | Spring Street                           | Nuit seulement                                                                  | (C) · (E)                                                                |
|                                    | Canal Street                            | Tout le temps                                                                   | (C) · (E)                                                                |
|                                    | Chambers Street                         | Tout le temps                                                                   | (C) · (E)                                                                |
|                                    | Fulton Street                           | Tout le temps                                                                   | (C) · (2) · (3) · (4) · (5) · (J) · (Z)                                  |
| Brooklyn                           |                                         |                                                                                 |                                                                          |
|                                    | High Street-Brooklyn Bridge             | Tout le temps                                                                   | (C)                                                                      |
|                                    | Jay Street – MetroTech                  | Tout le temps                                                                   | (C) · (F) · (N) · (R) · (W)                                              |
|                                    | Hoyt-Schermerhorn Streets               | Tout le temps                                                                   | (C) · (G)                                                                |
|                                    | Lafayette Avenue                        | Nuit seulement                                                                  | (C)                                                                      |
|                                    | Clinton-Washington Avenues              | Nuit seulement                                                                  | (C)                                                                      |
|                                    | Franklin Avenue                         | Nuit seulement                                                                  | (C) · (SF)                                                               |
|                                    | Nostrand Avenue                         | Tout le temps                                                                   | LIRR                                                                     |
|                                    | Kingston-Throop Avenues                 | Nuit seulement                                                                  | (C)                                                                      |
|                                    | Utica Avenue                            | Tout le temps                                                                   | (C)                                                                      |
|                                    | Ralph Avenue                            | Nuit seulement                                                                  | (C)                                                                      |
|                                    | Rockaway Avenue                         | Nuit seulement                                                                  | (C)                                                                      |
|                                    | Broadway Junction                       | Tout le temps                                                                   | (C) · (J) · (Z) · (L)                                                    |
|                                    | Liberty Avenue                          | Nuit seulement                                                                  | (C)                                                                      |
|                                    | Van Siclen Avenue                       | Nuit seulement                                                                  | (C)                                                                      |
|                                    | Shepherd Avenue                         | Nuit seulement                                                                  | (C)                                                                      |
|                                    | Euclid Avenue                           | Tout le temps                                                                   | (C)                                                                      |
|                                    | Grant Avenue                            | Tout le temps                                                                   |                                                                          |
| Queens                             |                                         |                                                                                 |                                                                          |
|                                    | 80th Street                             | Tout le temps                                                                   |                                                                          |
|                                    | 88th Street                             | Tout le temps                                                                   |                                                                          |
|                                    | Rockaway Boulevard                      | Tout le temps                                                                   |                                                                          |
| De 104th Street à Ozone Park       |                                         |                                                                                 |                                                                          |
|                                    | Rockaway Boulevard                      | Tout le temps                                                                   |                                                                          |
|                                    | 104th Street                            | Tout le temps Euclid Avenue–Lefferts Boulevard shuttle la nuit                  |                                                                          |
|                                    | 111th Street                            | Tout le temps Euclid Avenue–Lefferts Boulevard shuttle la nuit                  |                                                                          |
|                                    | Ozone Park – Lefferts Boulevard         | Tout le temps Euclid Avenue–Lefferts Boulevard shuttle la nuit                  |                                                                          |
| Du Rockaway Boulevard au Rockaways |                                         |                                                                                 |                                                                          |
|                                    | Rockaway Boulevard                      | Tout le temps                                                                   |                                                                          |
|                                    | Aqueduct Racetrack                      | Seulement vers le nord (de 11h à 19h les jours de course au Aqueduct Racetrack) |                                                                          |
|                                    | Aqueduct-North Conduit Avenue           | Tout le temps                                                                   |                                                                          |
|                                    | Howard Beach-JFK                        | Tout le temps                                                                   | AirTrain JFK                                                             |
|                                    | Broad Channel                           | Tout le temps                                                                   | (SR)                                                                     |
| De Broad Channel à Far Rockaway    |                                         |                                                                                 |                                                                          |
|                                    | Beach 67th Street                       | Tout le temps                                                                   |                                                                          |
|                                    | Beach 60th Street                       | Tout le temps                                                                   |                                                                          |
|                                    | Beach 44th Street                       | Tout le temps                                                                   |                                                                          |
|                                    | Beach 36th Street                       | Tout le temps                                                                   |                                                                          |
|                                    | Beach 25th Street                       | Tout le temps                                                                   |                                                                          |
|                                    | Far Rockaway – Mott Avenue              | Tout le temps                                                                   | LIRR                                                                     |
| De Broad Channel à Rockaway Park   |                                         |                                                                                 |                                                                          |
|                                    | Broad Channel                           | Tout le temps                                                                   | (SR)                                                                     |
|                                    | Beach 90th Street                       | Heures de pointe (direction encombrée)                                          | (SR)                                                                     |
|                                    | Beach 98th Street                       | Heures de pointe (direction encombrée)                                          | (SR)                                                                     |
|                                    | Beach 105th Street                      | Heures de pointe (direction encombrée)                                          | (SR)                                                                     |
|                                    | Rockaway Park – Beach 116th Street      | Heures de pointe (direction encombrée)                                          | (SR)                                                                     |

## Exploitation

### Fréquences
En heure de pointe, la fréquence atteint un train toutes les 4 minutes dans chaque sens. Un train toutes les 8 minutes en heure creuse la journée, et tous les quarts d’heures la nuit.

### Desserte
La ligne A est locale de Inwood à 168th Street.
Elle est express dans Manhattan et dans la majeure partie de son tracé à Brooklyn.
Elle devient local après la station Euclid Avenue et jusqu’à ses deux terminus du Queens.
En revanche, elle devient locale la nuit sur l’ensemble de son tracé.

## Tourisme
De par son tracé à travers les trois arrondissements centraux de New York, la ligne A dessert de nombreux lieux touristiques. Notamment : à Manhattan : Central Park, le Musée d’histoire naturelle, Columbus Circle,  Times Square, Pennsylvania Station, Chelsea, Lower Manhattan ; À Brooklyn :, Downtown Brooklyn,  Bedford-Stuyvesant ; dans le Queens : l’aéroport JFK et Rockaway.

## Dans la culture populaire
Take the A train” est un standard de jazz composé par Billy Strayhorn, faisant référence à la ligne A qui allait, déjà à cette époque de Brooklyn à Harlem. Elle reliait alors très rapidement les deux principaux quartiers afro-américains de New York, Harlem et Bedford-Stuyvesant. La chanson devint vite la signature de Duke Ellington et ouvrait certains concerts d’Ella Fitzgerald.